# Ernest Mandel

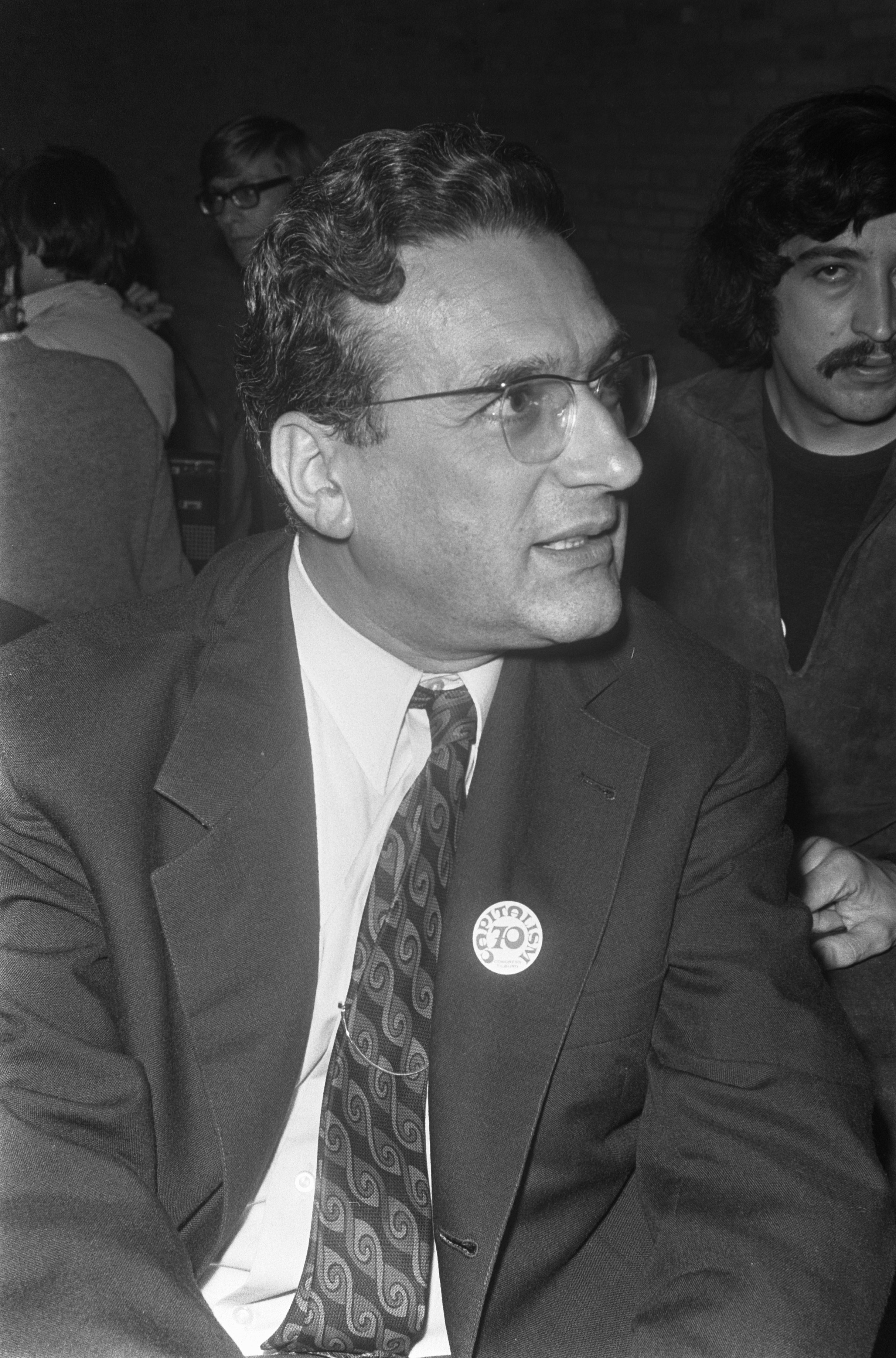
Ernest Mandel 1970

Ernest Mandel (Aussprache [manˈdɛl], * 5. April 1923 in Frankfurt am Main; † 20. Juli 1995 in Brüssel) war ein marxistischer Ökonom, Theoretiker des Sozialismus und – zeitweise zusammen mit Michel Pablo – ein führendes Mitglied der Vierten Internationale. Von 1970 bis zu seiner Emeritierung (1988) lehrte Mandel an der Vrijen Universiteit in Brüssel. Als er 1972 zum Professor für Politische Ökonomie an die Freie Universität Berlin berufen werden sollte, verhängte der damalige Innenminister Hans-Dietrich Genscher gegen ihn, der als einer der „Hintermänner der Unruhen vom Mai 1968 in Frankreich“ bezeichnet wurde, ein Einreiseverbot. 1977 wurde Mandel Mitglied im PEN-Zentrum Deutschland. Für seine Vorlesungen in Cambridge über die Langen Wellen der kapitalistischen Entwicklung erhielt er 1978 den Alfred-Marshall-Preis der Universität. Gemessen an der Verbreitung seiner zahlreichen Bücher ist er nach Georges Simenon und Hergé der erfolgreichste belgische Autor des 20. Jahrhunderts.
Zu den Schwerpunkten von Mandels theoretischer Arbeit gehörten die Widersprüche des zeitgenössischen Kapitalismus, die Chancen für die Entstehung revolutionärer Massenbewegungen, die Probleme sozialistischer Strategie und die Beschäftigung mit der Bürokratie und den stalinistischen Entwicklungen in der Sowjetunion und anderen sozialistischen Ländern.
Mandel stellte sich in politischer Hinsicht als einer der Protagonisten des westeuropäischen Trotzkismus sowohl der „Moskauer Orthodoxie“ als auch den Kommunistischen Parteien in Westeuropa kritisch entgegen, wobei er sich selbst als Vertreter eines undogmatischen „offenen Marxismus“ verstand.

## Leben

### Kindheit und Jugend
Mandels Eltern, Henri und Rosa Mandel, waren jüdische Emigranten aus Polen. Henri Mandel engagierte sich im Spartakusbund von Rosa Luxemburg und Karl Liebknecht, zu seinen Freunden zählte unter anderem Karl Radek. Bald nach Ernest Mandels Geburt in Frankfurt am Main zog die Familie nach Antwerpen um.
Ernest Mandel wuchs in einem humanistisch-sozialistisch geprägten Elternhaus auf. Im Laufe der Jahre lernte er zahlreiche Freunde und Verwandte seines Vaters kennen, die vor politischer oder rassistischer Verfolgung aus dem nationalsozialistischen Deutschland (und später auch aus Österreich) ins benachbarte Belgien geflüchtet waren, viele davon in das weltoffene Antwerpen, das in dieser Zeit eine zahlenmäßig bedeutende jüdische Gemeinde und eine große Emigrantenkolonie aufwies.
Mandel wurde von Kindheit an mit den Klassikern der Literatur und der Musik vertraut gemacht und lernte frühzeitig mehrere Sprachen. Über seinen Vater wurden ihm die Schriften der marxistischen Klassiker schon sehr früh geläufig.
Abgestoßen sowohl von der Sozialdemokratie als auch vom Stalinismus und unter dem Einfluss des Spanischen Bürgerkrieges begann der Gymnasiast Mandel sich ab ca. 1937 politisch im Umfeld einer der in Belgien aktiven kleinen trotzkistischen Organisationen, der PSR (Parti Socialiste Révolutionnaire), zu betätigen und wurde 1938 ihr Mitglied. Die PSR war zu dieser Zeit die belgische Sektion der 1938 von Leo Trotzki und seinen Anhängern proklamierten Vierten Internationale.
Nachdem der Zweite Weltkrieg begonnen hatte und Belgien 1940 von deutschen Truppen besetzt
worden war, musste Mandel im Herbst 1941 sein gerade erst an der  Université Libre in Brüssel begonnenes Studium abbrechen, da die Universität von der Besatzungsmacht geschlossen wurde.
Im Dezember 1941 ging Ernest Mandel in die Illegalität und betätigte sich fortan in der antifaschistischen Résistance, verfasste Flugblätter und Artikel, auch für die illegalen Flugschriften seines Vaters (z. B. Het Vrije Woord), der sich ebenfalls als Illegaler durchschlug. Obwohl mehrere Male verhaftet, so im Dezember 1942 und im März 1944, und in belgische Zuchthäuser eingesperrt, konnte er zweimal fliehen und wurde endgültig im April 1945 von den Alliierten aus dem KZ Flossenbürg befreit, in das er 1944 deportiert worden war.
In den Zeiten, in denen er in Freiheit war, setzte Mandel unbeirrt seine politische Untergrundarbeit fort; 1942 wurde er ins Politische Büro der PCR (Parti Communiste Révolutionnaire, wie die PSR inzwischen hieß) gewählt. Im November 1943 reiste er illegal in Begleitung von Martin Monath nach Paris und nahm dort im Februar 1944 an einer Geheimkonferenz europäischer Trotzkisten teil.

### Nach dem Zweiten Weltkrieg

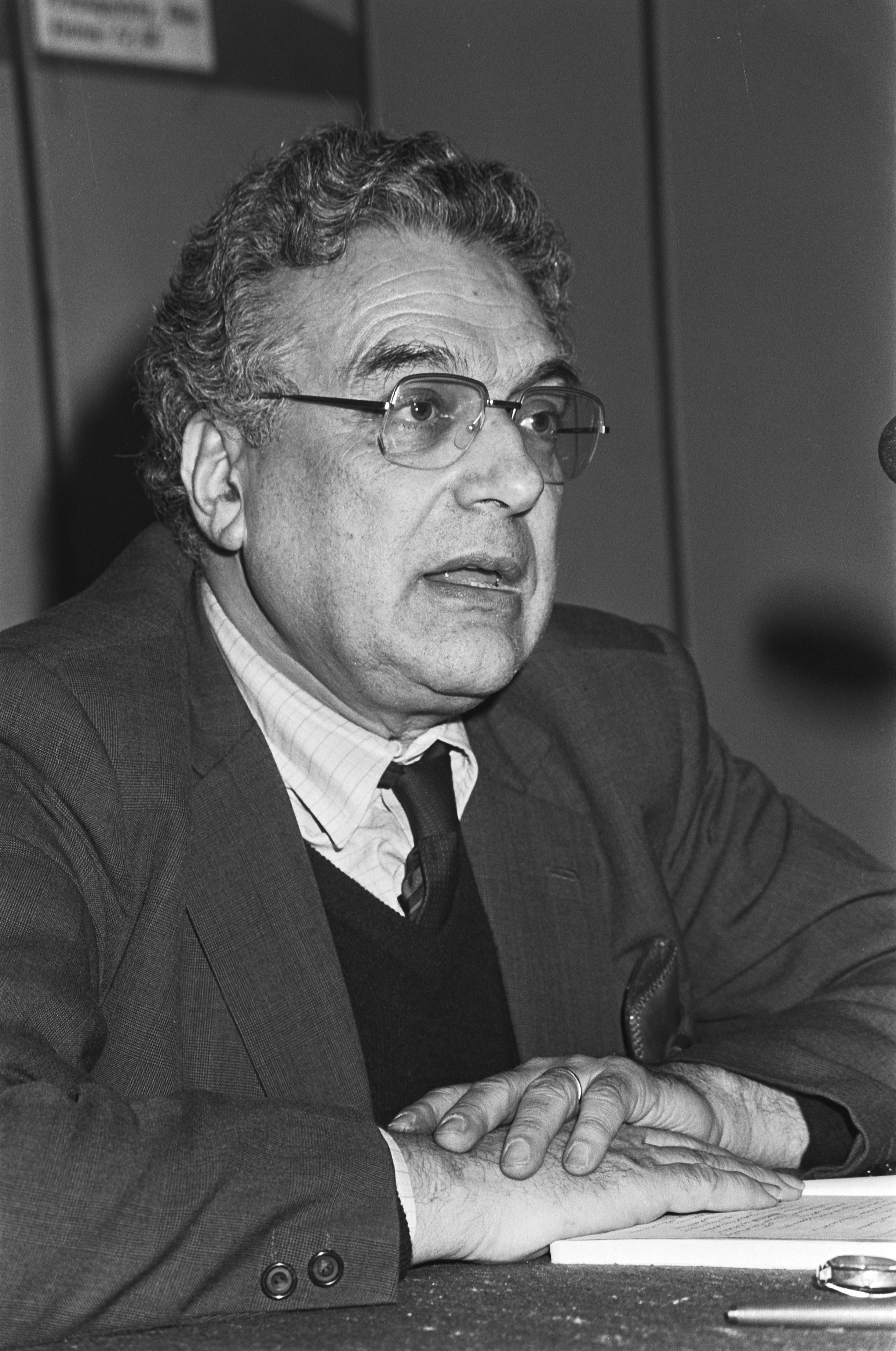
Ernest Mandel (1982)

Am Ende des Zweiten Weltkriegs spielte Mandel bereits eine bedeutende Rolle in der Vierten Internationalen. In den Jahren 1944 und 1945 erschienen die ersten Artikel Mandels in belgischen trotzkistischen Zeitschriften und internen Bulletins sowie in der französischen Quatrième Internationale, dem Organ der Leitung der Vierten Internationale. Ab 1946 tauchten sein Name bzw. seine Pseudonyme auch immer häufiger in amerikanischen und anderen internationalen trotzkistischen Presseorganen auf.
Von 1943 bis 1995 gehörte Mandel ohne Unterbrechung den höchsten Leitungsgremien der Vierten Internationale an und galt bald als der – neben Isaac Deutscher – bekannteste Anhänger des Trotzkismus.
In den 1950er Jahren propagierte Mandel die Taktik des sogenannten Entrismus, der den Eintritt der Trotzkisten in die sozialdemokratischen, sozialistischen oder kommunistischen Massenparteien ihres jeweiligen Landes anstrebte, mit der Zielvorstellung, in diesen Parteien eine dezidiert linke Strömung aufzubauen und längerfristig möglichst die Mehrheit der Partei für den revolutionären Marxismus zu gewinnen. Den Entrismus auch selbst praktizierend, wurde Mandel 1950 Mitglied der sozialdemokratischen PSB (Parti Socialiste Belge).
Neben seinem Engagement im Zusammenhang mit dem Aufbau der Vierten Internationale und seinen Aktivitäten in deren belgischer Sektion widmete sich Mandel in den 1950er und 1960er Jahren schwerpunktmäßig journalistischen Tätigkeiten. Er schrieb unter anderem für die belgischen Zeitungen Le Peuple (1954–58) und La Wallonie (1958–66), für die Pariser Zeitung L'Observateur (bzw. Franceobservateur) und die Amsterdamer Het Parool. Als Journalist beschäftigte sich Mandel vorwiegend mit sozial- und wirtschaftspolitischen, aber auch innen- und außenpolitischen Themen. Viele Artikel Mandels erschienen auch in linkssozialistischen, am Rande der Sozialdemokratie angesiedelten und unabhängigen Zeitschriften und Zeitungen sowie in sogenannten „entristischen“ Organen. Diese Blätter, die unter der Ägide einer sozialistischen oder sozialdemokratischen Partei erschienen, gaben sich zwar nicht offen als trotzkistisch aus, waren jedoch stark von Trotzkisten beeinflusst oder wurden von ihnen mitgestaltet. Dazu gehörten bis 1964 auch die in Brüssel erscheinende Wochenzeitung La Gauche und ihr flämisches Pendant Links, zu deren Mitbegründern (1956/1958), Herausgebern und regelmäßigen Autoren Mandel zählte.
Nachdem die PSB auf einem Parteitag 1964 die Mitarbeit an La Gauche und Links mit der Mitgliedschaft in der Partei für unvereinbar erklärte, verließen Mandel und andere radikale Linke die PSB. Mandel blieb Chefredakteur von La Gauche, die über den Kreis der organisierten Anhängerschaft des Trotzkismus hinaus gelesen und später ein Organ der reorganisierten Belgischen Sektion der Vierten Internationale wurde.
In Belgien widmete sich Mandel in der 2. Hälfte der 1960er Jahre zunächst der Gründung von kleinen linkssozialistischen Parteien in Flandern und Wallonien, die sich 1970/71 schließlich erneut zur belgischen Sektion der Vierten Internationale zusammenschlossen. Mandel engagierte sich in den 1960er Jahren stark für antikapitalistische Strukturreformen, für Arbeiterkontrolle der Produktion sowie für föderalistische Strukturen im vom Gegensatz zwischen Flandern und Wallonen geprägten Belgien (vgl. Flämisch-wallonischer Konflikt). Von 1954 bis 1963 war Mandel ferner Mitglied und Sachverständiger in der Studien-Kommission des Belgischen Gewerkschaftsbundes FGTB (Fédération Général du Travail Belgique) und enger Mitarbeiter des populären und einflussreichen wallonischen Gewerkschaftsführers André Renard. Beide spielten im belgischen Generalstreik zur Jahreswende 1960/61 und in der Gewerkschaftsbewegung Belgiens jener Zeit eine bedeutende Rolle.
Im Jahre 1962 nahm Mandel das 1941 aufgrund des Krieges und der Besetzung Belgiens abgebrochene Studium der Wirtschaftswissenschaften in Brüssel und Paris wieder auf, das er an der École pratique des hautes études der Pariser Sorbonne 1967 mit einem Diplom (Licence) abschloss. Trotz immenser nationaler und internationaler politischer Aktivitäten setzte er seine Studien fort und promovierte 1972 an der Freien Universität Berlin mit dem Werk Der Spätkapitalismus – Versuch einer marxistischen Erklärung. Aufgrund des von der damaligen sozial-liberalen Bundesregierung gegen ihn verhängten Einreiseverbots in die Bundesrepublik Deutschland musste die zuständige Promotionskommission eigens ins Ausland, nach Brüssel, reisen, um Mandel die abschließende Prüfung abzunehmen.
In den 1960er Jahren trat Ernest Mandel auch außerhalb des universitären Umfeldes immer stärker international in Erscheinung, wozu seine Buchveröffentlichungen maßgeblich beitrugen. Er beeinflusste durch seine zahlreichen Publikationen, Vorlesungsreisen, Seminare und öffentlichen Debatten nachhaltig die um 1968 herum aufblühende Studentenbewegung.
Von Oktober 1970 bis zu seiner Emeritierung am 30. September 1988 gehörte Mandel zunächst als Dozent, später als ordentlicher Professor dem akademischen Lehrkörper der VUB (Vrije Universiteit Brussel) an. Er hielt dort Vorlesungen und veranstaltete Seminare über marxistische Ökonomie und über politische Strukturen; von 1985 bis 1988 war er zugleich Direktor des Centrum voor Politicologie der VUB.
Für seine Alfred-Marshall-Vorlesungen in Cambridge erhielt er 1978 den Alfred-Marshall-Preis der Universität Cambridge.
In den späten 1960er und den 1970er Jahren belegten die Regierungen einiger westlicher Länder Mandel mit einem Einreise- und Vorlesungsverbot. So durfte er unter anderem die USA, Frankreich, die BRD, die Schweiz und Australien jahrelang nicht betreten. In der BRD untersagte ihm 1972 der damalige Innenminister Hans-Dietrich Genscher die Einreise; 1973 bewarb er sich vergeblich an der gerade in Gründung befindlichen Universität Osnabrück um einen Lehrstuhl. Erst 1978 wurde das Einreiseverbot wieder aufgehoben.
Die Ostblockländer durfte er erst ab 1989 bereisen, mit Ausnahme Jugoslawiens, wo er bereits in den 1970er und 1980er Jahren an mehreren Konferenzen sozialistischer Wissenschaftler teilnahm. Zahlreichen oppositionellen Sozialisten in Osteuropa bot Mandels anti-bürokratischer Marxismus eine Orientierung. Für Klaus Wolfram etwa, 1975–1977 Mitglied einer konspirativen sozialistischen Oppositionsgruppe in Ost-Berlin, die später von einem ihrer Mitglieder an die Stasi verraten wurde, war Mandel zu dieser Zeit „der wichtigste lebende Theoretiker“.
Von Anerkennung und Bedeutung Mandels zeugen auch einige berühmte Debatten mit namhaften marxistischen Theoretikern, wie etwa die „Planungsdebatte“ mit Che Guevara und Charles Bettelheim über die Organisation sozialistischer Ökonomien; mit Paul Sweezy, Hillel Ticktin, Alec Nove über die Natur der Sowjetbürokratie. Im Zentrum weiterer Diskussionen standen Themen wie Marktwirtschaft contra Planwirtschaft, die Theorie des Staatskapitalismus oder die Zukunft des Sozialismus nach dem Zusammenbruch der realsozialistischen Regime in Osteuropa. Weithin beachtete öffentliche Debatten führte Mandel auch mit politischen Akteuren wie Gregor Gysi, Felipe González und Joop den Uyl.
Von den späten 1960er Jahren an war Ernest Mandel aufgrund seiner politischen und wissenschaftlichen Aktivitäten auf internationaler Tribüne zu einem der bekanntesten Vertreter des revolutionären Marxismus (bzw. einer undogmatischen Version des Trotzkismus) avanciert. Seine Bücher und Artikel wurden in viele Sprachen übersetzt und erreichten hohe Auflagen. Er wurde darüber hinaus ein oft gesehener Gast in Diskussionsveranstaltungen, öffentlichen Debatten und Fernseh-Talkshows.

## Werk
Mandels erstes bedeutendes Werk, die zweibändige Marxistische Wirtschaftstheorie, erschien 1962 auf Französisch und 1969, im Gefolge der Studentenbewegung, auf Deutsch im Frankfurter Suhrkamp Verlag. Das Buch will eine Verbindung von Wirtschaftstheorie und Wirtschaftsgeschichte herstellen. Es betont die Einbettung der kapitalistischen Gesellschaft in die Geschichte der Klassengesellschaft und der Warenproduktion.
In der 1971 erschienenen Dissertationsschrift und seinem Hauptwerk Der Spätkapitalismus entwickelt Mandel die in der Marxistischen Wirtschaftstheorie zusammengefassten Gedanken weiter und versucht, die aktuelle Epoche des Kapitalismus nach dem Zweiten Weltkrieg – den Spätkapitalismus – aus den allgemeinen Bewegungsgesetzen des Kapitals zu erklären. Mandel nimmt hierbei auch Bezug auf eine von russischen und marxistischen Theoretikern (Nikolai Dmitrijewitsch Kondratjew) Anfang des 20. Jahrhunderts entwickelte Theorie der „Kondratjew-Zyklen“ im Kapitalismus. Diese Theorie führte er in seinem 1980 auf Englisch und 1983 auf Deutsch erschienenen Buch, Die langen Wellen im Kapitalismus, fort.
Aus seinem übrigen Werk herausfallend ist das 1987 in deutscher Sprache erschienene, ursprünglich bereits 1984 veröffentlichte Buch Ein schöner Mord. Sozialgeschichte des Kriminalromans (Meurtres exquis. Histoire sociale du roman policier, englisch Delightful Murder. A Social History of the Crime Story). Als passionierter Krimileser betrachtet er hier den Erfolg von Kriminalliteratur als ein soziales Phänomen und unternimmt – auf Grundlage der dialektischen Methode von Karl Marx und Georg Wilhelm Friedrich Hegel – den Versuch, diesem auf den Grund zu gehen. Dabei zeigt Mandel auf, dass die Wandlungen im Genre des Kriminalromans die Entwicklung und Zustände der realen Gesellschaft reflektieren.
Aus seiner publizistischen Aktivität der letzten Jahre ragt sein 1992 erschienenes Buch Macht und Geld (Power and Money) heraus, in dem er seine Theorien über die Bürokratie zusammenfasst. Mandel behandelt dort die Funktion von Bürokratien im Kapitalismus und Sozialismus, den Grund ihres Entstehens in den Organisationen der Arbeiterbewegung und die Frage, wie die Bürokratie in einer nachkapitalistischen, kommunistischen Gesellschaft vermieden werden könnte.

## Kritik des zeitgenössischen Kapitalismus

### Gesetzmäßigkeiten des Kapitalismus
Ernest Mandel sah sich als Vertreter einer orthodox marxistischen Kritik am Kapitalismus. Als solchem ist für ihn die kapitalistische Produktionsweise grundsätzlich durch 10 gesetzmäßige Eigenschaften charakterisiert:
1. Wertgesetz: Kapitalismus ist verallgemeinerte Warenproduktion. Waren haben immer einen Preis, der in Geld ausgedrückt wird und sie können nur mittels Geld angeeignet werden. Die Warenpreise fluktuieren dabei um eine Achse, die letztlich vom Wert bestimmt ist. Dieser ist Ausdruck der in abstrakter menschlicher Arbeit messbaren Produktionskosten.
2. Kapitalakkumulationsgesetz: Die Kapitalisten stehen in Konkurrenz zueinander. Diese erzwingt Profitmaximierung und Kapitalakkumulation, da sich der einzelne Kapitalist sonst nicht in der Konkurrenz behaupten könnte.
3. Mehrwertgesetz: Die einzige grundlegende Quelle des Profits ist der Mehrwert. Daraus ergibt sich das Bedürfnis der Kapitalisten, ein Maximum an Mehrwert aus den Arbeitskräften herauszuholen. Die wichtigsten Mittel hierfür sind Lohnsenkungen, die Erhöhung der Zahl der Arbeitsstunden, die Intensivierung der Arbeit und die Steigerung der Arbeitsproduktivität.
4. Gesetz des Ausgleichs der Profitraten: Profite sind proportional zum verausgabten Gesamtkapital. Das Kapital ist in den verschiedenen Branchen verschieden zusammengesetzt. Deshalb können die Profite sehr verschieden sein vom Mehrwert, der in der Produktion der entsprechenden Waren direkt geschaffen wurde. Jedoch gesamtwirtschaftlich und auf längere Sicht ist der Gesamtpreis der Produktion gleich dem Gesamtwert der produzierten Waren.
5. Gesetz der Konzentration und Zentralisation des Kapitals: Die Konkurrenz führt letztlich zur Einschränkung der Konkurrenz. Es entsteht das Phänomen der Marktkontrolle durch Monopole und Oligopole. Trotzdem setzt sich langfristig das Wertgesetz durch.
6. Tendenzielles Steigen der organischen Zusammensetzung des Kapitals: Dem Kapitalismus wohnt eine Tendenz zur permanenten technologischen Erneuerung inne, weil die Kapitalisten ein Interesse daran haben, ihre Produktionskosten zu reduzieren. „Lebendige Arbeit“ wird durch „vergegenständlichte Arbeit“, d. h. durch Produkte vergangener Arbeit ersetzt. Dadurch entsteht ein Trend in Richtung Automatisierung der Produktion.
7. Gesetz der Bestimmung der Löhne durch den Klassenkampf: Das Verhältnis zwischen Mehrwert und Löhnen wird nicht nur durch den Markt bestimmt, sondern auch durch „moralische“ oder „historische“ Faktoren. Wesentlich dafür sind die gesellschaftlich als unabdingbar betrachteten Bedürfnisse – ein Faktor, der geschichtlichen Veränderungen unterliegt. Dieser Warenkorb wiederum wird durch die Ergebnisse des Klassenkampfs bestimmt und durch das Kräfteverhältnis zwischen Arbeit und Kapital. Für dieses Kräfteverhältnis sind die Fluktuationen der „Reservearmee“ bestimmend.
8. Tendenzieller Fall der Durchschnittsprofitrate: Die Erhöhung der organischen Zusammensetzung des Kapitals (Verhältnis zwischen den Ausgaben für „vergegenständlichte“ und „lebendige Arbeit“) führt zum tendenziellen Fall der Profitrate (Verhältnis des Mehrwerts zum verausgabten Gesamtkapital). Dieser tendenzielle Fall der Profitrate kann durch Gegentendenzen kompensiert werden, von denen die Erhöhung der Mehrwertrate die wichtigste ist. Doch auf lange Sicht kann die Mehrwertrate nicht proportional zur Steigerung der organischen Zusammensetzung des Kapitals wachsen, und auch die anderen Gegentendenzen schwächen sich langfristig ab.
9. Gesetz des zyklischen Charakters der kapitalistischen Produktion: Da die Konkurrenz im Kapitalismus vorausgesetzt ist, sind Fluktuationen der Produktion und periodische Krisen unvermeidlich. Grund für Krisen kann sein, dass die Produktion schneller steigt als die effektive (zahlungsfähige) Nachfrage, oder dass die Durchschnittsprofitrate sinkt. Die regelmäßig periodisch auftretenden kapitalistischen Krisen sind zugleich Überproduktions- und Unterkonsumtionskrisen.
10. Tendenz zum Zusammenbruch: Es gibt keine rein ökonomische Gesetzmäßigkeit, der zufolge der Kapitalismus zusammenbrechen müsste; gleichwohl sind immer gewaltsamere Erschütterungen (Kriege, Revolutionen, Konterrevolutionen) als Folge der Widersprüche dieses Systems wahrscheinlich, so dass die Menschheit auf die Alternative zutreibt: allgemeiner Zerfall der Zivilisation oder Sozialismus.

Die Entwicklung des Kapitalismus ist für Mandel im Wesentlichen die Funktion der Entwicklung und des Verhältnisses von sechs „Grundvariablen“. Sie sind funktional aufeinander bezogen, haben aber doch eine relative Autonomie in dem Sinne, dass sie alle „teilweise und periodisch die Rolle von unabhängigen Variablen spielen können.“:
1. die organische Zusammensetzung des Kapitals – insgesamt und in beiden Abteilungen I und II (Produktion von Produktionsmitteln und Produktion von Konsumgütern)
2. die Verteilung zwischen fixem und zirkulierendem Kapital im konstanten Kapital (insgesamt und in beiden Abteilungen I und II)
3. die Entwicklung der Mehrwertrate
4. die Entwicklung der Akkumulationsrate
5. die Entwicklung der Umschlagszeit des Kapitals
6. die Austauschrelationen zwischen den Abteilungen I und II

### Historisch-genetischer Kritikansatz
Mandel war ein Vertreter einer historisch-genetischen Darstellung der marxschen Grundkategorien, die er zu einer Geschichte der Entstehung des Kapitalismus ausweitete.
Nach seiner Sicht herrschte in der Naturalwirtschaft noch eine reine Gebrauchswertproduktion vor. Die darauf folgende Epoche der „einfachen Warenproduktion“ war eine Zeit des Übergangs, in der der Tausch noch nicht die gesamte Gesellschaft durchdrang. Die beginnende gesellschaftliche Arbeitsteilung bewirkte aber, dass die Produzenten bereits verschiedene Waren herstellten, die sie untereinander tauschten. So erwarben Bauern die Produkte der Handwerker, und umgekehrt. Das Geld fungierte noch als Tauschmittel (W-G-W); man verkaufte, um zu kaufen.
Dies änderte sich mit dem Aufkommen von Händlern als gesondertem Berufszweig. Diese kauften, um zu verkaufen, das heißt, um nach dem Tausch mehr Geld zu haben als vorher (G-W-G'). Ohne das Erzielen der Differenz (G'-G), das heißt eines Mehrwerts, wäre die Händlertätigkeit vom Standpunkt des Händlers aus gesehen sinnlos gewesen. Die Vermehrung des gegebenen Werts durch einen Mehrwert war gleichbedeutend mit der Verwandlung von Geld in Kapital.
Ausgangspunkte der kapitalistischen Produktionsweise waren die Trennung der Produzenten von ihren Produktionsmitteln, die Monopolisierung dieser Produktionsmittel durch die Kapitalistenklasse und das Auftauchen einer Klasse von Menschen, die nur durch den Verkauf ihrer Arbeitskraft an diese Bourgeoisie leben konnte.
Die Monopolisierung der Produktionsmittel wurde möglich in dem Maße, wie diese immer komplizierter und teurer wurden. Mit der industriellen Revolution entstand eine Klasse, die keine Produktionsmittel mehr erwerben konnte, zur Besitzlosigkeit verurteilt war und nur ihre Arbeitskraft verkaufen konnte. Diese Klasse ist nach Mandels Einschätzung heute so zahlreich wie noch nie.

### Theorie der langen Wellen
Die von Mandel vertretene Theorie der langen Wellen diente ihm als Modell zur Erklärung des Phänomens des langfristigen industriellen Wachstums im Kapitalismus, das mit der marxistischen Annahme einer langfristig sinkenden Profitrate nicht vereinbar sei.
Im Gegensatz zu den normalen kapitalistischen Konjunkturzyklen, bei denen sowohl die Umschläge in die Depression wie in den Wiederaufschwung inneren Gesetzmäßigkeiten der kapitalistischen Wirtschaft entsprechen, muss laut Mandel der Umschlag zu einer langen Welle mit expansiver Grundtendenz durch außerökonomische („exogene“) Faktoren erklärt werden. Während die lange Welle mit depressiver Grundtendenz rein ökonomisch in sich nicht die Bedingungen für den Umschlag in eine expansive Grundtendenz enthält, ist dies umgekehrt sehr wohl der Fall: lange Wellen mit expansiver Grundtendenz bedingen immer solche mit stagnativ-depressiver Tendenz.
Technologische Revolutionen alleine sind in Mandels Erklärungsmodell nicht in der Lage, Epochen mit expansiver Grundtendenz auszulösen. In der Zeit langer Wellen mit stagnativ-depressiver Grundtendenz bildet sich eine „Reserve“ technischer Neuerungen heraus, die jedoch nicht vollständig in den Produktionsprozess eingeführt werden. Erst der Umschlag des wirtschaftlichen Klimas und entsprechend erhöhte Profiterwartungen führen zu massiven Investitionen mit dem Zweck der Anwendung dieser Neuerungen in der Produktion.
Typisch für expansive Wellen ist ein Konjunkturzyklus mit längeren und ausgeprägteren Phasen der Hochkonjunktur und kürzeren und weniger ausgeprägten Krisen, die abgemildert als „Rezessionen“ wahrgenommen werden. Bei einer stagnativ-depressiven Welle verhält sich dies umgekehrt.
Im Rahmen einer langen Welle mit stagnativ-depressivem Grundton wird in die Forschung investiert – das hauptsächliche Ziel dabei sind technologische Durchbrüche zugunsten einer radikalen Kostensenkung; die typischen Investitionen sind dann Rationalisierungsinvestitionen. Investitionsausgaben, die der massiven Anwendung neuer Technologien im Produktionsprozess dienen, beginnen im Allgemeinen erst ca. zehn Jahre nach Beginn einer expansiven langen Welle.
Die neuen Technologien haben zunächst „Erneuerungscharakter“ und heben die Durchschnittsprofitrate; danach, in der langen Zeit ihrer Verallgemeinerung, senken sie die Durchschnittsprofitrate oder halten sie niedrig. Zugleich entspricht jede Revolutionierung der Arbeitsorganisation einem Versuch, den Widerstand der Beschäftigten gegen die Anhebung der Mehrwertrate (der Ausbeutungsrate) zu brechen.
Die langen Wellen sind nach Mandel im Wesentlichen auf die langfristigen Schwankungen der Profitrate zurückzuführen. Zu ihrer empirischen Konstatierung nennt er zwei entscheidende Indikatoren: die industrielle Produktion und das Wachstum der Exporte. Auf dieser Grundlage machte er acht lange Wellen mit abwechselnd stagnativ-depressiver und expansiver Tendenz aus:
1. 1793-1825: Lange Welle mit expansiver Tendenz, Zeitalter der industriellen Revolution. Ersetzung der Handarbeit durch Maschinen in Abteilung II (Weben, Spinnen) v. a. in Großbritannien. Sinkende Löhne bei steigender Mehrwertrate. Ausdehnung des Weltmarktes (Südamerika).
2. 1826-1847: Lange Welle mit stagnativ-depressiver Tendenz, Surplusprofite rückläufig durch Verbreitung der Maschinenproduktion in Abteilung II. Ausbreitung der Kapitalistischen Produktionsweise nach Westeuropa (Belgien, Frankreich, Rheinland).
3. 1848-1873: Lange Welle mit expansiver Tendenz, Surplusprofite durch Mechanisierung der Abteilung I, dort „Gigantische Maschinen“ (Marx), Sprunghaftes Ansteigen des benötigten Kapitals in Abteilung I. Revolutionen, Eroberungen und die Entdeckung der kalifornischen Goldfelder ermöglichten eine qualitative Erweiterung des kapitalistischen Weltmarkts.
4. 1874-1893: Lange Welle mit stagnativ-depressiver Tendenz, Surplusprofite rückläufig, da maschinell hergestellte Maschinen (Abteilung I) verbreitet.
5. 1894-1913: Lange Welle mit expansiver Tendenz, Monopolkapitalismus und klassischer Imperialismus: Aufteilung der Welt unter den entwickelten kapitalistischen Industriestaaten, Anwachsen der Kapitalexporte in die unterentwickelten Länder, Sinken der relativen Rohstoffpreise. Die Wachstumsrate der organischen Zusammensetzung des Kapitals verringerte sich, und die technologische Revolution durch Verallgemeinerung der Elektrifizierung in den reichen Industrieländern ermöglichte wiederum die gesteigerte Produktion von relativem Mehrwert.
6. 1914-1939: Lange Welle mit stagnativ-depressiver Tendenz, Ursachen: Zerrüttung der Welthandels durch den Ersten Weltkrieg, weitere Einengung des kapitalistischen Weltmarktes durch die Oktoberrevolution in Russland.
7. 1940 (für Europa ab 1948) bis 1967: Lange Welle mit expansiver Tendenz. Faschismus und Nationalsozialismus führten zur Zerschlagung der Arbeiterbewegung in den jeweiligen Ländern. Der Zweite Weltkrieg, der darauf folgende „Kalte Krieg“ und die McCarthy-Ära in den USA bedeuteten weitere gewaltige Rückschläge für die organisierte Arbeiterbewegung. Dies erlaubte sensationelle Erhöhungen der Mehrwertrate (bis zu 300 %). Es verlangsamte sich die organische Zusammensetzung des Kapitals – bedingt durch den verbilligten Zugang zu Nahostöl, ein weiteres Sinken der Rohstoffpreise und die Verbilligung von Elementen des fixen Kapitals. Dennoch zunehmender Lebensstandard der Arbeiter. Verbilligung von Konsumgütern wie Auto, Fernseher, Küchengeräten wie Kühlschränken etc. durch Massenproduktion. Beginn der Dritten Industriellen Revolution (Kernenergie, Halbautomation, Computer). Surplusprofite auch durch halbautomatische Produktion langlebiger Konsumgüter (Abteilung II) bei massiv steigendem Mindestkapitalbedarf. Zunehmende Bedeutung von Forschung und Entwicklung für die Profitrealisierung in der Industrie.
8. Seit 1968: Lange Welle mit stagnativ-depressiver Tendenz.[18]

### Krisentheorie

#### Zyklische Krisen
Während frühere Wirtschaftskrisen im Kern Mangelkrisen aufgrund eines Mangels an Gebrauchsgütern waren, sind laut Mandel die für die kapitalistische Produktion charakteristischen Krisen durch eine Überproduktion von Waren und eine Überakkumulation von Kapital gekennzeichnet. Sie nehmen einen zyklischen Verlauf mit Stadien von Erholung, Aufschwung, Boom, Krise und Depression, die sich in bestimmten Abständen ständig wiederholen. In der Marxistischen Wirtschaftstheorie führt Mandel 17 Zyklen der kapitalistischen Weltkonjunktur von 1816 bis 1958 auf. Der zyklische Verlauf der kapitalistischen Wirtschaft bedeutet indes nicht, dass sich die Dinge einfach in einem ewigen Kreislauf wiederholen. Vielmehr ist jede Überwindung einer Krise mit Veränderungen gegenüber dem vorangegangenen Zyklus verbunden.
Mandel versuchte eine Synthese der klassischen Modelle zur Erklärung der kapitalistischen Überproduktionskrisen. Vertreter der Disproportionalitätstheorie (Michail Tugan-Baranowski, Rudolf Hilferding) hatten die Ursache der periodisch auftretenden Krisen in der Unfähigkeit des Kapitalismus gesehen, das notwendige Gleichgewicht zwischen den verschiedenen „Abteilungen“ der Produktion (Produktion von Produktionsmitteln und Produktion von Konsumgütern) herzustellen. Anhänger der Unterkonsumtionstheorie (Karl Kautsky, Rosa Luxemburg, Nathalia Moszkowska, Fritz Sternberg, Paul Sweezy) sahen dagegen das entscheidende Problem darin, dass aufgrund der steigenden organischen Zusammensetzung des Kapitals die Kaufkraft für den Erwerb von Produktionsmitteln stärker ansteigt als die Massenkaufkraft für Konsumtionsmittel, wodurch ein Teil der produzierten Konsumtionsmittel unverkäuflich bleibt. Vertreter der Überakkumulationstheorie (Otto Bauer) vertraten den Standpunkt, die ungenügende Mehrwertproduktion sei Ursache der kapitalistischen Krisen.
In allen drei Erklärungsmustern finden sich laut Mandel richtige Elemente für eine Theorie der zyklischen Krisen des Kapitalismus, die in die Marxsche Theorie der fallenden Tendenz der Durchschnittsprofitrate integriert werden müssen.
Während eines starken Aufschwungs müsse besonders viel in Abteilung I, die Produktionsmittel, investiert werden, wodurch eine Disproportion zwischen beiden Abteilungen entsteht.
Die zusätzlichen Produktionsmittel stehen teilweise erst mit einer gewissen Verzögerung für die Produktion zur Verfügung; wenn sie in die Produktion eintreten, erhöhen sie die Produktionskapazität beider Abteilungen sprunghaft. Selbst wenn der Ausstoß in Abteilung II, den Konsumgütern, dann langsamer wächst als der in Abteilung I, haben die hohen Investitions- und Profitraten zur Folge, dass die zahlungskräftige Nachfrage nach Konsumgütern nicht Schritt hält. Eine wachsende Überproduktion in Abteilung II bzw. Unterkonsumtion ist die Folge. Da die Einführung neuer Produktionsmittel mit neuer Technik einhergeht, erhöht sich zugleich die organische Zusammensetzung des Kapitals, was die Profitrate nach unten drückt, zumal unter Bedingungen des Booms die Mehrwertrate nicht ausreichend gesteigert werden kann, um dies zu kompensieren. Dies führt zur Überakkumulation, da ein Teil des Kapitals bei produktiver Investition nicht mehr den Durchschnittsprofit erzielen kann.
Krisen haben für das kapitalistische System letztlich eine „sanierende“ Funktion, da sie eine Anpassung der Preise an die tatsächlich gesunkenen Werte darstellen. Das Gesetz des tendenziellen Falls der Profitrate liefert dabei laut Mandel nicht die unmittelbare Erklärung der Überproduktionskrisen, sondern zeigt nur die im System liegende Disharmonie und Diskontinuität des spezifisch kapitalistischen Wachstums, das sich notwendig in Phasen der Aufwärtsbewegung und Abwärtsbewegung der durchschnittlichen Profitrate vollzieht.

#### Zusammenbruchstheorie
Mandel vertrat eine Theorie des notwendigen „Zusammenbruchs“ der kapitalistischen Produktionsweise. Er übernahm die von Henryk Grossmann vertretene Position, dass zur Tendenz des Sinkens der Profitrate ab einem bestimmten Zeitpunkt der kapitalistischen Entwicklung auch das Ende des Wachstums der Mehrwertmasse hinzutritt und diese schließlich auch zu sinken beginnt. Im Spätkapitalismus versuchte er aufzuzeigen, dass die zunehmende Automatisierung der Fertigungsverfahren mit einem immer weiter gehenden Herausdrängen der lebendigen Arbeit aus dem Produktionsprozess verbunden ist.
Mandel ging davon aus, dass die zunehmende Automatisierung eine „vierfach kombinierte ,Zusammenbruchskrise‘“ zur Folge hat:
1. eine Krise des Fallens der Profitrate
2. eine Krise der Realisierung des Werts der produzierten Gebrauchswerte
3. eine soziale Krise
4. eine Krise der spezifischen Formen der Kapitalzerstörung, die nicht nur das Überleben der menschlichen Zivilisation, sondern sogar das physische Überleben der Menschheit bedrohe.[26]

Auch der Wandel im „postindustriellen“ Zeitalter hin zur zunehmenden Ersetzung der Produktion durch Dienstleistungen änderte für Mandel nichts an diesen Aussichten. Bezeichnend sei vielmehr der Trend, Dienstleistungen durch Waren zu ersetzen und auch im Dienstleistungsbereich die lebendige Arbeitskraft durch technologische Neuerungen zurückzudrängen.
Die krisenhaften Entwicklungen des Kapitalismus könnten ebenso zum allgemeinen Verfall führen wie zu einer Wende hin zu Lösungen der Kooperation, der Solidarität und der sozialen Gleichheit. Alles in allem sah Mandel in der – im weiten Sinn verstandenen Arbeiterklasse – das Potenzial für die Durchsetzung einer weltweiten sozialistischen Perspektive, deren Notwendigkeit zur Verhinderung unabsehbarer weiterer globaler Katastrophen die Quintessenz seiner Schlussfolgerungen aus der Untersuchung der krisenhaften Tendenzen des Kapitalismus darstellt.

### Imperialismus
Mandel begreift den Imperialismus als spezifische Form des Kapitalismus, welcher durch den grundlegenden Widerspruch zwischen Internationalisierung und Vergesellschaftung des Produktionsprozesses auf der einen Seite und der Organisation der Produktion durch private und nationale Interessen auf der anderen Seite, verursacht wird. Kapitalismus bedeutet Konkurrenz. Mit dem Aufkommen des Monopolkapitalismus ging es beim Konkurrenzkampf aber nicht mehr um das Schicksal von Unternehmen mit einem Anlagevermögen von einigen zehntausend, oder hunderttausend Dollar, sondern von hunderten Millionen Dollar, deren Wachstum die zu engen nationalen Grenzen sprengen und sie um Investitionen in neue Märkte, dem Besitz von billigen oder seltenen Rohstoffe und die Kontrolle von Handelsrouten kämpfen lässt. Dieser Konflikt der Produktivkräfte mit der politischen Form des Nationalstaates, konnte immer weniger durch Diplomatie oder militärische Scharmützel gebändigt werden, sondern erreichte mit dem 1. Weltkrieg den Explosionspunkt. Der Motor des 2. Weltkrieges war der Zwang die Ökonomie ganzer Kontinente, durch Kapitalanlagen, Handelsabkommen, Währungsregulierungen und politischer Hegemonie zu beherrschen. Aber der Zweite Weltkrieg war auch ein Test der relativen Stärke der imperialistischen Staaten und der Ausgang bestimmte die Struktur der weltweiten Kapitalakkumulation für eine ganze Periode. Eine Stärke die von der Festigkeit der sozialen Ordnung, der ökonomischen Gesundheit und der politischen Durchhaltekraft der Herrschenden Klasse und ihrer Führung bestimmt wird. In einer Welt die vom Kapital basierend auf Nationalstaaten organisiert wird, ist Krieg der Mechanismus für die endgültige Lösung von Interessenkonflikten.

### Der Spätkapitalismus
Die Kategorie des „Spätkapitalismus“ bezeichnet bei Mandel die neue ökonomisch expansive Phase der kapitalistischen Wirtschafts- und Gesellschaftsordnung nach dem Zweiten Weltkrieg. Hauptmerkmal dieser Periode ist für ihn die zunehmende Internationalisierung und Konzentration des Kapitals. Daneben ist sie durch eine Beschleunigung der technologischen Erneuerung und durch eine Verkürzung der Umschlagszeit des fixen Kapitals gekennzeichnet. Hieraus entstehe ein wachsender Zwang für die großen Konzerne, ihre Kosten und ihre Investitionsentscheidungen auf längere Sicht zu planen und den Staat für diese Zwecke einzuspannen. Um die Lohnkosten besser kalkulieren zu können, wächst der Druck zu langfristigen tariflichen Festlegungen von Unternehmerverbänden und Gewerkschaften, wobei der Staat als Moderator auftritt. Der Staat übernimmt nach Bedarf ganze Bereiche der Produktion, wenn sie in der gegebenen Phase nicht rentabel sind, um sie zu sanieren und später wieder der direkten Verfügungsgewalt des großen Kapitals zu übereignen. Darüber hinaus spielt der Staat in wachsendem Maße eine Rolle als Garant der Profite der großen Monopole. Über den Einsatz der klassischen Mittel steuernder Eingriffe tritt er als Auftraggeber auf, um die Finanzierung solcher Profite aus Steuergeldern zu ermöglichen. Besonders sinnfällig tritt dies mit der im Zuge des Ost-West-Konflikts spektakulär expandierenden Rüstungsindustrie in Erscheinung.
Ein grundlegendes Problem dieser Entwicklungen liegt in der Tendenz zur permanenten Inflation, vor allem zur Kreditgeldinflation. Die Rüstungsproduktion vermehrt die zirkulierende Geldmenge und erhöht die Kaufkraft, ohne entsprechende Waren in die Zirkulation einzubringen. Die Staatsverschuldung ist hierbei nur ein Ersatz für die Geldinflation, wobei in der Praxis beide oft gleichzeitig auftreten. Die öffentliche Verschuldung wird ergänzt durch massenhafte private Verschuldung. Das neue „Konsummodell“ beruht wesentlich auf dem Konsumentenkredit, der die Grundlage für den Privatbankrott eines wachsenden Teils der Lohnabhängigen darstellt.
Vom klassischen Imperialismus unterscheidet sich der Spätkapitalismus vor allem dadurch, dass das Profitstreben der großen kapitalistischen Konzerne nicht mehr durch das Erzielen kolonialer Extraprofite gestillt wird. Der Löwenanteil des Mehrwerts, auf dem die kapitalistischen Profite beruhen, wird vielmehr durch die Ausbeutung der Lohnarbeit in den reichen kapitalistischen Industrieländern selbst erzielt.
Diese Änderung steht in direktem Zusammenhang mit dem spätkapitalistischen Trend zur permanenten technologischen Erneuerung und zur ständigen Revolutionierung des Produktionsprozesses, zunächst anknüpfend an den für den Zweiten Weltkrieg mit Hilfe von Staatsaufträgen entwickelten Technologien und Produktlinien, wobei die für den Spätkapitalismus besonders charakteristische technologische Revolution die Elektronik wird.

### Weltweite Ungleichheit
Eine wesentliche Motivation für die Kritik Mandels an der bestehenden kapitalistischen Gesellschaft ist die Feststellung extremer weltweiter sozialer Ungleichheit.
Sie habe unmittelbaren Einfluss auf die Lebensqualität – bis hin etwa zu den Unterschieden der Kindersterblichkeit.
Besonders spürbar sei die Ungleichheit in den Ländern der „Dritten Welt“, die sich als Folge einer negativen Dynamik von Imperialismus und Neokolonialismus ergeben habe. Sie bringe nicht einfach ein Zurückbleiben gegenüber den entwickelten kapitalistischen Ländern mit sich, sondern greife in das Schicksal von vielen Millionen Menschen ein.

#### Ökonomische Ursachen

##### Gesetz der ungleichen und kombinierten Entwicklung
Bezugnehmend auf Trotzkis Gesetz der ungleichmäßigen und kombinierten Entwicklung und Lenins Imperialismustheorie führt Mandel die Theorie einer Entwicklungstendenz der kapitalistischen Produktion im imperialistischen und monopolkapitalistischen Zeitalter ein, die der These Marx widerspricht, dass die industriell entwickelteren Länder den weniger entwickelten Ländern gewisserweise ihre Zukunft zeigen. Mit dem Wegfallen der freien Konkurrenz im kapitalistischen Weltmarkt begünstige dieser nicht mehr die Industrialisierung kolonialer und halbkolonialer Länder, vielmehr bremse er diese. Mandel hebt drei wesentliche Faktoren hervor, die den Wandel der internationalen kapitalistischen Wirtschaft bedingten:
- Die Massenproduktion und hohe Produktivität in den imperialistischen Ländern schaffte Verkaufspreise, mit denen weniger entwickelte Länder nicht mehr in Konkurrenz treten konnten. Der ursprünglichen Wirtschaft dieser Staaten, wie Handwerk und Manufaktur, wurde so die Basis entzogen.
- Überschüssiges Kapital in den imperialistischen Ländern wurde genutzt, um in kolonialen und halbkolonialen Ländern Produktionen zu errichten, die in keinen Konkurrenzverhältnis zu der imperialistischen Industrie standen, sondern diese ergänzten. Daraus entwickelte sich vor allem eine Ausbeutung und Gewinnung von Rohstoffen.
- Die Beherrschung der Wirtschaft durch ausländisches Kapital verflocht die alte herrschende Klasse mit dem ausländischen Kapital, und stützte es so, im Gegensatz zu der Entwicklung in Westeuropa und den USA, wo in bürgerlichen Revolutionen die Herrschaftsverhältnisse radikal umgestaltet wurden.

In den meisten unterentwickelten Ländern lässt sich demnach eine Gesellschaftsstruktur mit Mischformen aus feudalen, halbfeudalen, halbkapitalistischen und kapitalistischen Elementen erkennen, die in ihrer Entwicklung durch das ausländische Kapital bestimmt wird. Die Bevölkerung dieser Länder bildet sich großteils aus armen Bauern die in unterschiedlichem Maße und unterschiedlicher Zusammensetzung der Ausbeutung durch halbfeudale und halbkapitalistische Verhältnisse, Wucherer, Händler und Steuereintreiber, unterworfen sind.

##### Austauschverhältnisse
Zur Verschärfung der Ungleichheit trägt nach Mandel die Verschlechterung der Austauschverhältnisse (terms of Trade) zwischen den typischen Drittweltwaren und den typischen Waren der industrialisierten kapitalistischen Länder bei.
Die Austauschrelationen sind dabei nur Ausdruck eines umfassenden Problems, nämlich des ungleichen Tauschs zwischen den Wirtschaften der kapitalistischen Industrieländer und der armen Länder. Der ungleiche Tausch ist für Mandel mit der Übertragung der Marxschen Arbeitswerttheorie auf den internationalen Handel zu erklären. Er hat demnach grundsätzlich zwei Quellen:
1. die Tatsache, dass auf dem Weltmarkt die Arbeit der industrialisierten Länder als intensiver, d. h. wertproduktiver gilt als die der unterentwickelten
2. die Tatsache, dass kein Ausgleich der Profitraten auf dem Weltmarkt stattfindet, d. h., dass verschiedene nationale Produktionspreise (Durchschnittsprofitraten) nebeneinander bestehen[37]

Gerade wegen der Verschiedenheit der Warenwerte und der Arbeitsproduktivität in den einzelnen Ländern zwingt das Marxsche Wertgesetz die zurückgebliebenen Länder zu einer für sie ungünstigen Spezialisierung auf dem kapitalistischen Weltmarkt. Versuchen sie sich dennoch in der Produktion hochwertiger Industriewaren, sind sie dazu verurteilt, diese mit Verlust auf dem inneren Markt zu verkaufen, da der Unterschied der Herstellungskosten zu denen der industrialisierten Nationen zu groß wird.

#### Historische Erscheinungsformen

##### Vom „klassischen“ Imperialismus zum Neokolonialismus
Für Mandel geht die gegenwärtige weltweite Ungleichheit auf die Epoche des „klassischen“ Imperialismus (ab den 1890er Jahren) zurück. In dieser Zeit trat in den großen Industrie- und Finanzunternehmen der kapitalistischen Metropolen der Kapitalexport an die Stelle des Warenexports. Die Modernisierung der kolonialen und halbkolonialen Länder wurde dabei durch eine Kombination aus kapitalistischer und vorkapitalistischer Ausbeutung doppelt blockiert:
1. Die abhängigen Länder wurden zu einer „den imperialistischen Ländern komplementären Wirtschaft“ gezwungen. Sie mussten sich auf die Produktion und den Export von Rohstoffen und landwirtschaftlichen Produkten beschränken, wobei oft der ausschließliche Anbau von einem Produkt diese Ökonomien prägte. Die Preise dieser Produkte wurden vom Weltmarkt bestimmt, der von den Großkonzernen und Großbanken kontrolliert wurde. Dies führte zum fortschreitenden Ruin der kleinen Produzenten, zu Elend und chronischer Erwerbslosigkeit. Der Binnenmarkt dieser Länder wurde dadurch sehr begrenzt, was ein zusätzliches Hindernis für die Industrialisierung darstellte.
2. Die Kolonialmächte behielten meistens die überkommenen besitzenden Klassen der abhängigen Länder in ihrer alten gesellschaftlichen Stellung. Diese betrieben eine halbfeudale Ausbeutung der Bauern: die Grundrente wurde sehr hoch, die Bauern verschuldeten sich in zunehmendem Maße und waren dem Wucher ausgesetzt.

Nach dem Zweiten Weltkrieg konnte dieses System nicht ungebrochen fortgesetzt werden. Aufgrund des Aufschwungs der Befreiungsbewegungen in den Kolonien, der Bildung des indischen Nationalstaats, der Revolutionen in Indonesien und in Vietnam und vor allem durch den Sieg der Chinesischen Revolution wurden die Kolonialmächte dazu gebracht, die direkte politische Beherrschung ihrer Kolonien Schritt für Schritt aufzugeben.
Dies machte den Weg frei für die Dominanz der USA, die die alten Kolonialmächte ersetzten. Die alten Kolonien wurden zwar politisch unabhängig, doch ihre direkte Beherrschung verwandelte sich nur in eine indirekte: der Imperialismus verwandelte sich in Neokolonialismus. Es blieb eine wirtschaftliche, finanzielle und sehr oft auch militärische Abhängigkeit, was den Weg zur wirtschaftlichen Entwicklung und zur allgemeinen gesellschaftlichen Modernisierung weiterhin behinderte.

##### Begrenzte Industrialisierungsprozesse nach dem Zweiten Weltkrieg
Einige Länder der „Dritten Welt“ erlebten nach dem Zweiten Weltkrieg in zwei Wellen einen Beginn von Industrialisierung und Modernisierung. Die erste Welle erstreckte sich von 1935 bis 1955 vor allem in Lateinamerika, die zweite brach in den 1970er Jahren an, in einer Reihe asiatischer Länder, in Brasilien, Südafrika, Ägypten und im Irak.
Die Träger dieser beginnenden Industrialisierungsprozesse umfasste eine neue Koalition des modernistischen Flügel der militärischen Hierarchie, einer in Entstehung begriffenen einheimischen Monopolbourgeoisie und einiger multinationaler Konzerne.
Dieser Industrialisierungsprozess der kolonialen Länder untergrub einen der Pfeiler des alten Kolonialsystems: die Rolle der rückständigen Länder als Absatzmärkte für Konsumgüter. Daher ersetzte der Export von Investitionsgütern zunehmend den früheren Konsumgüterexport, da die kapitalistischen Länder die unterentwickelten Länder nach wie vor als Sicherheitsventil für die periodischen kapitalistischen Überproduktionskrisen benötigten.
Der erhöhte Export von Investitionsgütern führte zu einer veränderten Arbeitsteilung in der Weltökonomie, wobei Teile der „Dritten Welt“ zu Lieferanten bestimmter Produkte der Leichtindustrie (Textilwaren, Lederwaren, Lebensmittelkonserven usw.) für die reichen Länder wurden.
Mandel sah in diesen Entwicklungen in Richtung einer Industrialisierung keine Möglichkeit für die Länder der „Dritten Welt“, im Rahmen des kapitalistischen Weltsystems den Anschluss an die reichen industrialisierten Länder zu finden. Diese Länder blieben nach wie vor vom Imperialismus abhängig – vor allem in technologischer und finanzieller Hinsicht, aber auch auf dem Gebiet des Handels und des Militärs.

##### Schuldenkrise
Die wichtigste Ursache der so genannten „Schuldenkrise der Dritten Welt“ war laut Mandel die Suche des Kapitals nach Anlagemöglichkeiten bzw. nach Alternativen zur Anlage in der industriellen Produktion der reichen Industrieländer. Da die erdölimportierenden Drittweltländer durch die Folgen der „Ölkrise“ nicht mehr in der Lage waren, in nennenswertem Umfang Waren zu importieren, lag die Umverteilung von Geldern durchaus im Interesse des kapitalistischen Systems. Insbesondere ging es um das Reinvestition der Petrodollars, die nach dem Ölschock von 1973 die Anlagen bei einigen US-amerikanischen und britischen Banken hatten anschwellen lassen. Die Banken boten daraufhin Ländern der Dritten Welt Gelder an – zu höheren Zinssätzen als damals in den reichen Industrieländern inflationsbereinigt üblich, aber in der Hoffnung, dass die Wirtschaft der halbindustrialisierten Länder florieren und sie dadurch zahlungsfähig machen würde.
Die Schuldenkrise wurde beschleunigt durch die wachsende Bereitschaft der großen Banken, im Sinne der raschen Profitmaximierung unkalkulierbare Risiken einzugehen. Nur ein Teil des geliehenen Geldes wurde produktiv investiert; ein bedeutender Teil wurde von Mitgliedern der besitzenden Klassen der betreffenden Drittweltländer direkt in den Metropolen angelegt und vergrößerte so den Strom der Kapitalflucht. Zuletzt begannen neue Kredite dazu zu dienen, den Schuldendienst selbst zu finanzieren.
Für die „imperialistischen“ Länder waren die Folgen der zunehmenden Verschuldung der Drittweltländer zwiespältig. Während besonders das von den Gläubigerbanken organisierte spekulative Kapital von den Schuldenrückzahlungen profitierte, litt das in der Industrie angelegte Kapital und die Exportwirtschaft eher darunter. Daraus erklärten sich laut Mandel auch die Nuancen in der Politik der verschiedenen kapitalistischen Mächte. Während die USA und Großbritannien als harte Interessenvertreter der Gläubiger auftraten, drängten Deutschland und andere EU-Staaten gerade für Lateinamerika auf eine „weichere“ Haltung, weil diese eher ihren Interessen entsprach.

### Kritik der bürgerlich-parlamentarischen Demokratie
Für Mandel sind zwar die demokratischen Freiheiten für die Arbeiterklasse wertvoll und müssten von ihr verteidigt werden; doch ist für ihn die bürgerlich-parlamentarische Demokratie moderner Prägung letztlich ein politisches System zur Aufrechterhaltung der Herrschaft der bürgerlichen Klasse.
Durch das Prinzip der indirekten Demokratie nehmen nur einige tausend Volksvertreter an der Verwaltung teil und die übergroße Mehrheit der Bürger sei von einer solchen Teilnahme ausgeschlossen. Die politische Gleichheit sei eine rein formale und keine wirkliche Gleichheit, da die Wahrnehmung vieler demokratischer Rechte (z. B. Gründung einer Zeitung, Kauf von Fernsehzeit) die entsprechenden finanziellen Mittel erfordere.
Grundsätzlich handele es sich bei der bürgerlichen Demokratie um eine rein politische Demokratie. Eine solche sei aber nutzlos, wenn sie Hand in Hand geht mit einer ständig zunehmenden wirtschaftlichen und sozialen Ungleichheit: „Selbst wenn die Armen und die Reichen genau dieselben politischen Rechte hätten, behielten die letzteren ihre gewaltige ökonomische und soziale Macht, die die Armen unvermeidlich im täglichen Leben den Reichen unterwerfen würde, auch in der praktischen Anwendung der politischen Rechte.“
Darüber hinaus konstatiert Mandel, dass das Gewicht von Wahlrecht und Parlament in den bürgerlich-demokratischen Republiken mit der Zeit immer mehr zurückgeht. In dem Maße, wie das allgemeine Wahlrecht von den arbeitenden Massen erobert wird und Arbeitervertreter ins Parlament einziehen, verlagere sich das Schwergewicht unweigerlich vom Parlament auf den ständigen Staatsapparat. Dieser befinde sich hinsichtlich seiner Zusammensetzung, seiner Organisation und Macht-Mechanismen in vollständiger Übereinstimmung mit dem mittleren und großen Bürgertum. Darüber hinaus seien die Vertreter von Staatsapparat und Bourgeoisie ideologisch, gesellschaftlich und wirtschaftlich unlösbar miteinander verknüpft. Die Vertreter des Staatsapparats seien daher auch persönlich an der Verteidigung des Privateigentums und an einem ungestörten Gang der kapitalistischen Wirtschaft interessiert. Vor allem aber sei der Staat zu seiner Finanzierung an das Kapital gebunden. Jede antikapitalistische Politik würde einen sofortigen Zusammenstoß mit der finanziellen und wirtschaftlichen Sabotage der Unternehmer nach sich ziehen: „‚Investitionsstreik‘, Kapitalflucht, Inflation, Schwarzmarkt, Drosselung der Produktion und Arbeitslosigkeit wären die Folgen einer solchen Sabotage.“
Die repressiven Funktionen des bürgerlichen Staates können in normalen Zeiten für die Masse der abhängig Beschäftigten zurücktreten, weil das normale Funktionieren der kapitalistischen Wirtschaft und Gesellschaft zur Vorherrschaft der bürgerlichen Ideologie und zur Unangetastetheit der Klassenherrschaft führe. Anders sei dies jedoch in Krisenzeiten, wo sich zeige, dass der Staat „letzten Endes nur eine Gruppe bewaffneter Menschen im Dienst der Herrschenden ist“.

## Faschismustheorie
Mandel wandte sich gegen „bürgerliche“ Faschismustheorien wie die Ernst Noltes, die den Grund des Faschismus letztlich in der menschlichen Natur, und nicht in der kapitalistischen Produktionsweise suche. Psychologische Faktoren wie die latente Bereitschaft zur Aggression habe es bei Menschen immer gegeben, doch liefere dies keinerlei Erklärung für die zeitgenössischen Ausbrüche massiver Gewalt, deren spezifische Züge an die zeitgenössische Gesellschaft, ihre Strukturen und technischen Mittel gebunden seien.
An einem ähnlichen Mangel leiden laut Mandel alle Versuche, den Faschismus mit bestimmten nationalen Mentalitäten zu erklären. Zwischen 1920 und 1945 habe der Faschismus in vielen imperialistischen Ländern Fuß gefasst, die alle ihre Besonderheiten hatten. So seien Eigenschaften wie Disziplin und Untertanengeist zwar typisch für Deutschland, aber nicht für Italien und könnten den dortigen Erfolg des Faschismus nicht erklären.
Mandel kritisierte auch Theoretiker aus den Reihen der Sozialdemokratie, die als Hauptursache für den Faschismus den Linksradikalismus nennen, der das Kleinbürgertum erschreckt und in die Arme der Nationalsozialisten getrieben habe. In den Jahren vor der Machtergreifung durch die Nationalsozialisten habe generell die Glaubwürdigkeit einer „moderaten“ Politik in Einklang mit den Institutionen des bürgerlich-demokratischen Staats immer mehr abgenommen.
Verkürzt sei auch eine in der Sozialdemokratie verbreitete ökonomistische Erklärung des Faschismus, die die Wirtschaftskrise und Erwerbslosigkeit als wesentliche Ursachen für den Aufschwung faschistischer Bewegungen ausmacht.
Die ökonomische und soziale Lage an sich entscheide noch nicht darüber, welche Richtung die Radikalisierung einschlägt.
Eine Bewältigung der Konjunkturkrise lasse die tiefer liegende Strukturkrise des politischen Systems und den wachsenden Glaubwürdigkeitsverlust seiner Institutionen unberührt.
Mandels eigene Faschismustheorie steht derjenigen Trotzkis sehr nahe. Treibende Kraft für das Entstehen des Faschismus sei das Interesse bestimmter Teile des Großkapitals gewesen. Unter Bezug auf Trotzki nennt er sechs Elemente des Faschismus, in denen das Zusammenspiel objektiver und subjektiver Momente zum Ausdruck komme. Jedem Element komme zwar eine gewisse Autonomie zu, aber nur in ihrem inneren Zusammenhang könnten sie Aufkommen, Sieg und Niedergang der faschistischen Diktatur erklären:
1. Der Faschismus ist Ausdruck einer schweren Strukturkrise der kapitalistischen Produktionsweise. Seine Funktion ist es, eine schlagartige drastische Verbesserung der Verwertungsbedingungen des Kapitals herbeizuführen.
2. Der Faschismus erfüllt und negiert gleichzeitig die dem imperialistischen Monopolkapital eigene Tendenz, bei schweren Störungen des gesellschaftlichen Gleichgewichts im Rahmen der „normalen“ bürgerlich-parlamentarischen Herrschaftsformen zu autoritären bis totalitären Formen der Herrschaft zu kommen. Der Faschismus verwirklicht diese Tendenz, indem er zugleich das Bürgertum politisch enteignet.
3. Im Unterschied zu Militärdiktaturen und ähnlichen Formen autoritärer Herrschaft kann der Faschismus die Arbeiterbewegung nur gestützt auf eine große Massenbewegung zerschlagen.
4. Die Massenbasis des Faschismus ist das vom sozialen Abstieg bedrohte Kleinbürgertum, dessen Radikalisierung mit nationalistischer und nur scheinbar antikapitalistischer Demagogie geschürt und gegen die Arbeiterbewegung gerichtet wird.
5. Der Faschismus ist dann erfolgreich, wenn es ihm über eine gewisse Zeitspanne hinweg gelingt, die Kräfteverhältnisse zu seinen Gunsten und zu Ungunsten der Arbeiterbewegung zu verändern. Mit der Einschüchterung und Demoralisierung der Arbeiterbewegung wird die Masse des Kleinbürgertums und der Deklassierten zum Faschismus herübergezogen.
6. Nach seiner Machtergreifung „bürokratisiert“ sich der Faschismus, verschmilzt mit den Spitzen des Staatsapparats und drängt die Massenbewegung zurück. Er lässt seine „antikapitalistischen“ Elemente fallen und verlagert sich auf die Außenpolitik. Wachsende Staatsverschuldung und Geldentwertung lassen schließlich keinen anderen Ausweg als die Entfesselung von Eroberungskriegen.

## Bürokratiekritik

### Bürokratie in der Arbeiterbewegung
Die Bürokratie ist für Mandel keine eigene Klasse, sondern ein Teil der Arbeiterklasse, aus der sie sich unter bestimmten Bedingungen herausbildet und zu deren Hindernis sie wird.
Die Entwicklung zur Bürokratie beginnt beim Aufbau großer gewerkschaftlicher und politischer Massenorganisationen mit der Bildung von „Apparaten“ (Stäben hauptamtlicher Funktionäre). Solche Apparate haben für Mandel grundsätzlich ihre Berechtigung, da sonst der einzelne Arbeiter wesentlich stärker der bürgerlichen Ideologie ausgeliefert wäre.
Der tiefere Grund für die Bürokratisierung von Arbeiterorganisationen ist die von Mandel so bezeichnete „Dialektik der partiellen Errungenschaften“. Darunter versteht er die widersprüchliche Wechselwirkung von positiven und negativen Auswirkungen der Errungenschaften der Arbeiterbewegung in kapitalistisch organisierten Gesellschaften.
Zu den positiven Errungenschaften der Arbeiterorganisationen gehören ein Lohnniveau, das über das Existenzminimum hinausgeht, verkürzte Arbeitszeiten, soziale Schutzbestimmungen, Sozialversicherungssysteme usw. In einer Situation, wo für die Arbeiterschaft bereits einiges erreicht wurde, ist nach Mandel der marxistische Grundsatz, „Die Proletarier haben nichts zu verlieren als ihre Ketten“, nicht mehr zutreffend. Es gehe nun darum, in jeder neuen Aktion abzuwägen, ob „die ins Auge gefaßte Aktion nicht die Gefahr mit sich [bringt], statt positiven Gewinn zu erzielen, bereits Errungenes zu verlieren“.
Die negative Auswirkung dieser Errungenschaften besteht im Festhalten am Erreichten. Dies führt zur Identifizierung „des bürokratischen Individuums mit der Organisation, wobei diese Identifikation zur tieferen Ursache eines konservativen Verhaltens wird, das in einen heftigen Gegensatz zu den Interessen der Arbeiterbewegung geraten kann.“
Auf dieser „Identifizierung von Ziel und Mitteln“ beruhe letztlich der Konservativismus „der reformistischen wie der stalinistischen Bürokratien“.
Der Endpunkt einer solchen Bürokratisierung ist in letzter Konsequenz ein „völliger Wandel der politischen Orientierung“ und die „bewusste Integration in die bürgerliche Gesellschaft“. Anstelle der systematischen Konfrontation zwischen Arbeiterklasse und Kapitalistenklasse werde eine „Sozialpartnerschaft“ von Arbeit und Kapital und eine „Gemeinsamkeit des Interesses“ postuliert – insbesondere gegen Konkurrenten im In- und Ausland.
Für Mandel ist dieser Widerspruch unzertrennlich mit der Entwicklung der Arbeiterbewegung in der Epoche der Zersetzung des Kapitalismus und des Übergangs zur sozialistischen Gesellschaft verbunden.
Seine Auflösung besteht im schrittweisen Absterben der Bürokratie „durch Schaffung der besten objektiven und subjektiven Bedingungen, die das langsame Verschwinden der Keime dieser in der gegenwärtigen historischen Phase überall in der Gesellschaft und in der Arbeiterbewegung vorhandenen Bürokratisierung bewirken.“
Eines der Mittel, die Bedingungen für das Absterben der Bürokratie zu schaffen, bilden für Mandel Berufsrevolutionäre. Um zu vermeiden, dass diese sich von der Arbeiterschaft entfernen, müssten sie nach einer bestimmten Zeit wieder in die Betriebe zurückkehren und von anderen Proletariern ersetzt werden, die dann ebenfalls die Erfahrung eines Berufsrevolutionärs machen können.

#### Doppelcharakter der Gewerkschaften
Gewerkschaften haben für Mandel unter kapitalistischen Bedingungen grundsätzlich einen Doppelcharakter. Sie sind nicht „systemsprengend“, da sie für die Lohnabhängigen nicht Mittel zur Aufhebung der kapitalistischen Ausbeutung, sondern nur zu einer erträglicheren Ausbeutung sind. Sie sollen die Löhne erhöhen, nicht die Lohnarbeit überhaupt aufheben.
Gleichzeitig aber sind die Gewerkschaften auch nicht „systemkonform“. Unter günstigen Bedingungen sind sie in der Lage, den Marktpreis der Ware Arbeitskraft zu heben und dem Sinken der Reallöhne Einhalt zu gebieten. Damit ermöglichen sie der organisierten Masse der Arbeiterschaft, ein Minimum an Konsum und Bedürfnissen zu übersteigen, womit „Klassenorganisation, Klassenbewußtsein und wachsendes Selbstvertrauen erst in breiterem Ausmaß entstehen und die Vorbedingungen für einen systemsprengenden Kampf breiterer Massen überhaupt erst erzeugen können.“
Mit Anbruch des „Spätkapitalismus“ seit den 1940er Jahren erfolgte eine zunehmende Integration der Gewerkschaftsbürokratie in den Staatsapparat. Wegen des höheren Planungs- und Kostendrucks wurde die Gewerkschaftsführung mehr und mehr vom Großkapital in Gremien der staatlichen und halbstaatlichen Wirtschaftslenkung eingebunden. Sie sollte dazu gebracht werden, den Kampf um kräftige Lohnerhöhungen und soziale Verbesserungen auch dann zu unterlassen, wenn die konjunkturellen Bedingungen dafür günstig waren.
Ernest Mandel sieht darin die Gefahr, dass sich „vertikale Gewerkschaften“ entwickeln, die Verschlechterungen der Löhne und der Arbeitsbedingungen „im Interesse des Unternehmens“ zustimmen. Solche Gewerkschaften würden „dann aber rasch aufhören, überhaupt noch eine wirkliche Gewerkschaft zu sein“
und zum Teil des staatlichen Verwaltungsapparats werden, mit der besonderen Aufgabe, die „Ware Arbeitskraft“ zu verwalten.
Mandel fordert dagegen eine Demokratisierung der Gewerkschaften. Die Gewerkschaftsführung müsse vor jeder wichtigen Entscheidung die Mitgliedschaft „informieren“ und „befragen“, wobei auch die Rechte der Minderheiten so weit als möglich gewahrt werden sollen.

### Stalinismus

#### Stalinismus als Bürokratieproblem
Mandel kritisierte die Reduktion der Problematik des Stalinismus auf die Besonderheiten der Person Stalin als „seichte These vom ,Persönlichkeitskult‘, die nichts erklärt“.
Er wehrte sich darüber hinaus vehement gegen die Auffassung, der Stalinismus stehe in Kontinuität zur revolutionären marxistischen und kommunistischen Tradition, zu Lenin und zum Bolschewismus. Zwischen beiden liege ein radikaler Bruch, da fast die gesamte Generation der zu Lenins Zeiten führenden Bolschewiki dem stalinistischen
Terror zum Opfer gefallen war. Mandel sah dagegen den Stalinismus als politischen Ausdruck des Aufstiegs und der Verfestigung der Bürokratie im Sowjetstaat an, wobei Stalin als Person eine Verkörperung der Sonderinteressen dieser Bürokratie darstellte.
Ausgangspunkt für den Aufstieg des Stalinismus (1923), war für ihn die internationale Lage ab Ende des Ersten Weltkriegs. Sie war gekennzeichnet durch eine Serie von Niederlagen der Arbeiterklasse im weltrevolutionären Prozess. Das Scheitern der deutschen Revolution im Jahre 1923 (Hamburger Aufstand) als vorläufiger Endpunkt der revolutionären Möglichkeiten in Deutschland seit der Novemberrevolution von 1918 markierte dabei aus Mandels Sicht einen Wendepunkt. Erst danach begann Stalin die Losung des „Aufbaus des Sozialismus in einem Lande“ zu vertreten. Sie war für die aufsteigende Bürokratie der adäquate Ausdruck ihres Bedürfnisses nach „Ruhe und Ordnung“, nach Aufrechterhaltung und Konsolidierung des Erreichten, im Gegensatz zu den ungewissen weltrevolutionären Träumereien, deren Realisierung ihre privilegierte Stellung und ihre Macht sogar in Frage gestellt hätte. Diese konservativen Instinkte waren dabei für Mandel die gleichen wie die der Arbeiterbürokratien überhaupt, nur dass in diesem Fall die Bürokratie sich nicht nur auf Gewerkschafts- und Parteiorganisationen stützten, sondern auf die Machtmittel eines Staatsapparates, der zunehmend mit dem Parteiapparat verschmolzen war.
Mit zunehmender Bürokratisierung verschmolzen Partei- und Staatsbürokratie. Die Sonderinteressen einer Schicht von Verwaltern in Administration, Armee und Betrieben bestimmten weitgehend die Wirtschafts- und die internationale Politik. Mittels der Geheimdienste und einer auf dem Höhepunkt in der zweiten Hälfte der 1930er Jahre stark zunehmenden Repression wurden die Interessen dieser Bürokratie durchgesetzt.

#### Zerfall des Stalinismus
Die „Krise des Stalinismus“ vollzog sich für Mandel als Zerfall eines russisch-sowjetischen „nationalen Messianismus“ in viele kommunistische „Nationalismen“.
Den Beginn dieser Entwicklung bildete für Mandel der 1948 erfolgte Bruch Titos mit Stalin. Mandel sah darin für kurze Zeit die Möglichkeit gegeben, die mit dem Bruch entstandene Differenzierung in der kommunistischen Weltbewegung für den Aufbau neuer nichtstalinistischer Parteien zu nutzen. Die Anpassung der KPJ-Führung an die Westmächte in der Gemengelage des „Kalten Krieges“ bereitete dem ein Ende. Das „jugoslawische Modell“ behielt jedoch bei allen Einschränkungen, insbesondere aufgrund der größeren Meinungsfreiheit und der Selbstverwaltung der Betriebe durch die Belegschaften, lange Zeit eine besondere Bedeutung.
Auch die chinesische Revolution wurde von Mandel zunächst mit Begeisterung aufgenommen. Er interpretierte die Kulturrevolution als eine Revolution gegen bürokratische, konservative und restaurative Tendenzen. Die chinesische Außenpolitik würdigte Mandel vor allem hinsichtlich ihrer Unterstützung antikolonialer Befreiungskämpfe. Diese Einschätzung änderte sich mit Beginn der so genannten „Ping-Pong-Diplomatie“ und der „Drei-Welten-Theorie“ Maos, in der die Sowjetunion von der maoistischen Führung zum „sozialimperialistischen Hauptfeind“ erklärt wurde.
Ein weiterer Meilenstein beim Aufbrechen des stalinistischen Monolithismus war für Mandel die kubanische Revolution. Im Gegensatz zur Selbstbeschränkung der Revolution im Sinne der stalinistischen „Etappentheorie“ und der „friedlichen Koexistenz“ trat die guevaristisch-castristische Strömung für ein Weitertreiben und eine internationale Ausdehnung der Revolution ein.
Die Veränderungen in den kommunistischen Parteien im Westen – gerade auch in den westeuropäischen kapitalistischen Ländern – bildeten für Mandel einen weiteren Baustein der Krise des Stalinismus. Sobald diese kommunistischen Parteien einen Massenanhang in der Arbeiterklasse, ergab sich für sie ein Konflikt zwischen den Bindungen an die Sowjetunion und ihren eigenständigen gesellschaftlichen Wurzeln. So entstanden in den 1970er Jahren kommunistische Massenparteien, die beanspruchten, ihre Politik eigenständig und unabhängig von der Sowjetunion zu bestimmen. Zugespitzter Ausdruck dieses Prozesses war der „Eurokommunismus“.
In der Sowjetunion selbst zeigte sich für Mandel die Krise des Stalinismus vor allem in den Widersprüchen der bürokratischen Planung. Auf der einen Seite sollte die Effizienz der Wirtschaft gesteigert und die Verschwendung durch entsprechende Anreize für die Fabrikdirektoren vermindert werden. Auf der anderen Seite wurden durch solche Maßnahmen wiederum bürokratische Sonderinteressen geschaffen. In dem Maße wie Fabrikdirektoren in ihren Entscheidungen autonomer wurden, entstanden auch wieder Arbeitslosigkeit und andere Missstände. Liberalisierungen und reaktive Maßnahmen der Rückkehr zu Kommandowirtschaft im engeren Sinne lösten einander ab.
Die immer wieder ausbrechenden Massenrevolten im sowjetischen Machtbereich – Ungarn und Polen/Posen (1956), Prager Frühling (1968), Polen (1970) – interpretierte Mandel als die sich allmählich zuspitzende Krise des Stalinismus und als Ansätze einer „politischen Revolution“ zur Herstellung einer sozialistischen Rätedemokratie.

## Sozialistische Strategie

### Objektive und subjektive Bedingungen der sozialistischen Revolution
Für Mandel waren seit dem Ersten Weltkrieg die objektiven Voraussetzungen für eine sozialistische Revolution im Weltmaßstab gegeben: das Großunternehmen war zur Basis der Produktion geworden, die gesellschaftliche Arbeitsteilung hatte ein hohes Niveau erreicht, die gegenseitige Abhängigkeit zwischen den Menschen war weitgehend realisiert und das objektive Gewicht der Arbeiterklasse war durch ihre zahlenmäßige Stärke gewachsen.
Das Hindernis für eine sozialistische Revolution lag für Mandel am Stand der subjektiven Bedingungen. Unter „normalen“ Bedingungen der modernen bürgerlichen Gesellschaft verharre die Arbeiterklasse in ihrer Rolle als Ausbeutungsobjekt; sie bleibe im Gefühl ihrer Unterlegenheit gegenüber dem Klassengegner in ihrer Zersplitterung in konkurrierende Individuen in der bürgerlichen Ideologie befangen.
Allerdings komme es immer wieder zu periodischen Ausbrüchen, in denen die Chance gegeben sei, die subjektiven Bedingungen zu verändern: „Einer der Hauptaspekte direkter Aktion der Massen, ihrer breiten Demonstrations- und Streikbewegungen, ist die Hebung ihres Bewußtseinsniveaus durch die Hebung ihres Selbstvertrauens.“
Es entstehe so die Möglichkeit einer „psychologischen Revolution, die für den Sieg einer sozialistischen Revolution unerläßlich ist“.

### Massenstreik und Selbstorganisation als Keimformen der neuen Gesellschaft
Die demokratische „Selbstorganisation“ der Arbeiterklasse stellt für Mandel die Brücke zur sozialistischen Rätedemokratie dar, die an die Stelle des bürgerlichen Staates treten soll. Die prototypische Form der Selbstorganisation ist das Streikkomitee, ihre höchste Form die Arbeiterräte.
Eine wichtige Anforderung an diese Organe der Selbstorganisation ist ihre Offenheit. Sie dürfen niemanden ausschließen und müssen auch die gewerkschaftlich und politisch Unorganisierten erfassen.
Um die Umwandlung von Streikkomitees zu Arbeiterräten („Sowjets“) erreichen zu können, ist er für Mandel notwendig, dass die Produktionsmittel und nationalen Reichtümer dauerhaft in Besitz genommen werden. Dies sei letztlich nicht möglich, ohne die Macht des kapitalistischen Staates zu beseitigen, was nur durch bewusste und zentralisierte Aktion erreicht werden könne. Dabei dürfe bei Strafe des Misserfolgs kein „Kettenglied“ ausgelassen werden.
Die „Gegenseite“ versuche nach Mandel die Revolte mit Hilfe der Gewerkschaftsapparate umzubiegen in Richtung der „Klassenzusammenarbeit“, der „Mitbestimmung“ oder „Mitverwaltung“. Jegliche Mitverantwortung der Belegschaften für kapitalistisch geführte Betriebe sei jedoch abzulehnen, da dies bei unveränderten Eigentumsverhältnissen nur wieder in Klassenzusammenarbeit einmünden könne.
Mandel lehnt weiterhin jede Beteiligung an der Verwaltung kapitalistischer Betriebe (etwa über „Volksaktien“) ab, da diese nur zur Identifikation mit den Unternehmensinteressen führe, die letztlich immer auf Verschärfung der Konkurrenz unter den abhängig Beschäftigten ausgelegt seien. Vielmehr gelte es, gegen die individuelle Rentabilität des einzelnen Unternehmens die kollektive Solidarität und die Lebensrechte aller Werktätigen zur Geltung zu bringen.
Letztlich sei eine schrittweise Eroberung von „Wirtschaftsdemokratie“ ohne den Sturz der bürgerlichen Staatsmacht und die Enteignung des Großkapitals unmöglich.

### Strategie der Übergangsforderungen
Damit die der Bourgeoisie abgerungenen Teilerfolge nicht wieder durch Maßnahmen wie Preissteigerungen, Steuererhöhungen, Intensivierung der Arbeit etc. zunichtegemacht werden, müsse die Arbeiterschaft dazu gebracht werden, sich so genannte „Übergangsforderungen“ als Ziel ihrer laufenden Kämpfe zu eigen zu machen.
Mandel nennt als Beispiel eine „gleitende Lohnskala“, die automatische Anpassung der Löhne an die Preisentwicklung, und eine „gleitende Arbeitszeitskala“, also die Forderung, die allgemeine Arbeitszeit so weit zu verkürzen, „bis alle Arbeit haben“.
Eine konsequente Realisierung dieser Übergangsforderungen würde nach Mandel in Widerspruch zu wichtigen Eigenschaften des kapitalistischen Systems treten. Mit ihnen soll letztlich das Ziel verfolgt werden, eine revolutionäre Krise herbeizuführen, indem die Arbeiter dazu gebracht werden, „das kapitalistische System sowohl praktisch als auch in ihrem Bewußtsein in Frage zu stellen.“

### Rolle der Gewerkschaften
Für Mandel spielen die Gewerkschaften nicht nur eine strategische Rolle für den Kampf der abhängig Beschäftigten im Kapitalismus, sondern auch für die Verteidigung ihrer Interessen unter den Bedingungen einer Übergangsgesellschaft zum Sozialismus.
Die Gewerkschaften sollen zwar ihren Kampf auf das „sozialistische Endziel“ ausrichten. Trotzdem tritt Mandel für unabhängige Gewerkschaften ein – auch für den Fall, dass der Kapitalismus schon gestürzt wäre und eine sozialistische Rätedemokratie existierte. Gewerkschaften sollen sich als Einheitsgewerkschaften organisieren, in denen sich alle abhängig Beschäftigten unabhängig von ihrer politischen Zugehörigkeit und Meinung organisieren können.

### Klassenbewusstsein und revolutionäre Avantgardepartei
Für Mandel ergibt sich aus den Besonderheiten der sozialistischen Revolution die Notwendigkeit „revolutionärer Avantgardeparteien“. Das sozialistische Klassenbewusstsein müsse „von außen“ in die Arbeiterklasse herein getragen werden, da es dort unter den Existenzbedingungen des Kapitalismus nicht spontan entstehen könne. Die Annahme der marxistischen Theorie sei zwar bedingt durch den proletarischen Klassenkampf, aber nicht dessen „mechanisches Produkt“. Sie folge vielmehr ihrer eigenen Logik und verbinde sich „erst allmählich“, über einen lang andauernden und verwickelten Prozess mit diesem Klassenkampf.
Mandel schätzt zwar die spontane Massenaktion sehr hoch ein, ist aber der Auffassung, dass sie nicht in der Lage sei, aus sich heraus das gesamte Programm der sozialistischen Revolution zu entwickeln und ihre Kräfte in den entscheidenden Augenblicken so zu zentralisieren, dass deren Erfolg gewährleistet ist. Letztlich steckten hinter jeder bedeutsamen Aktion bewusste Kräfte, linke Gewerkschaftsaktive, revolutionäre Gruppen, vorantreibende Elemente. Funktion der Avantgarde-Partei sei es, die Aktion dieser Vorhutelemente im weitesten Sinne zu koordinieren.
Mandel nennt vier Besonderheiten der sozialistischen Revolution, die sie gegenüber allen früheren Revolutionen der Geschichte unterscheide und aufgrund derer ein „automatischer“ oder rein „spontaner“ Erfolg der sozialistischen Revolution nicht denkbar sei:
1. sie wird von einer Gesellschaftsklasse durchgeführt, die zuvor über keinerlei ökonomischen Reichtum verfügte
2. sie setzt sich eine bewusst geplante Umwälzung der Gesellschaft zum Ziel und nicht die Wiederherstellung früherer Zustände
3. sie ist nur zu verwirklichen mittels einer lang andauernden Umwälzung sämtlicher gesellschaftlicher Beziehungen
4. sie ist international und universal

### Kritik des Reformismus
Mandel lehnt den Kampf um Reformen nicht ab, sofern sie letztlich das revolutionäre Ziel im Auge behalten.
Der Verzicht auf den Kampf um Reformen unter dem Vorwand, dass eine wirkliche und nachhaltige Lösung der Probleme nur durch die sozialistische Umwälzung zu haben sei, ist für ihn „utopisch und reaktionär zugleich“: „Utopisch, weil es vergißt, dass die ArbeiterInnen – wenn sie mehr und mehr zersplittert und demoralisiert werden durch ihre Unfähigkeit, ihren Lebensstandard, ihren Arbeitsplatz, ihre Freiheiten und elementaren Rechte zu verteidigen – nicht in der Lage sind, einer sozialen Klasse mit dem Reichtum und der politischen Erfahrung, über die die moderne Bourgeoisie verfügt, gegenüberzutreten. Reaktionär, weil es objektiv der Sache der Unternehmer dient, die Löhne zu senken, eine massive Arbeitslosigkeit aufrechtzuerhalten, die Gewerkschaften und das Streikrecht zu unterdrücken, falls sich die ArbeiterInnen ohne Gegenwehr auf einen Sklavenstatus herabdrücken lassen.“
Zugleich kritisiert Mandel aber die auf revolutionäre Änderungen verzichtende reformistische Strategie. Sie sei dadurch gekennzeichnet, dass sie über Wahlerfolge versuche, Mehrheiten in den bürgerlichen Parlamenten zu erobern und darauf gestützt durch Regierungsbeteiligungen oder durch Übernahme der Regierungsverantwortung mittels schrittweiser Veränderungen zu einer Überwindung des Kapitalismus zu kommen. Diese Strategie würde letztlich keine Reformen erreichen, sondern vielmehr die Arbeiterklasse materiell und moralisch zurückwerfen. Je mehr sich in der Vergangenheit die depressive Tendenz des Kapitalismus wieder durchsetzte, desto weniger verwirklichten aus der Arbeiterbewegung hervorgegangene Parteien an der Regierung Reformen zur Verbesserung der Lage der abhängig Beschäftigten.

## Konzeption des Sozialismus
Das Ziel des Sozialismus ist für Mandel ein umfassender Befreiungsprozess und die Verwirklichung humanistischer Ideale, wobei am Ende ein „neuer Mensch“ stehen soll, der sich ohne materielle Zwänge in solidarischer Kooperation mit anderen Menschen der eigenen Selbstverwirklichung hingeben kann.
Wesentliche Merkmale des vollendeten Sozialismus sind für Mandel das endgültige Verschwinden der gesellschaftlichen Klassen, das Absterben von Waren- und Geldwirtschaft, die kostenlose allgemeine Befriedigung der Grundbedürfnisse sowie das Absterben des Staates. Dieser Entwicklungszustand könne erst dann eintreten, wenn die nichtkapitalistische Welt auf dem Globus bereits dominiert.

### Die sozialistische Wirtschaft
Mandel legte immer wieder besonderen Nachdruck auf die materielle Fundierung des Sozialismus. Eine Gesellschaftsform, die die Überwindung des Konkurrenzdenkens und des „Kampfs aller gegen alle“ zum Ziel hat, ist für ihn undenkbar, solange die Menschen nicht die praktische Erfahrung machen, dass die Gesellschaft zuverlässig ihre Grundbedürfnisse befriedigt. Die neue Lebensweise kann daher nur ein Ergebnis einer neuen Produktions- und Distributionsweise sein.

#### Ansätze in der kapitalistischen Gesellschaft
Mandel sieht bereits in der kapitalistischen Gesellschaft Ansätze, deren Entfaltung in einer nachkapitalistischen Gesellschaft ein wesentliches Merkmal im Aufbau des Sozialismus darstellt.
Ein Beispiel stellt der so genannte „Soziallohn“ dar, der die Gesamtheit der Güter und Dienstleistungen umfasst, die die Gesellschaft ihren Mitgliedern kostenlos oder gegen ein symbolisches Entgelt zur Verfügung stellt (z. B. Schulunterricht, Gesundheitsdienst, Benutzung von öffentlichen Parks, Museen, Bibliotheken, Sport- und Erholungseinrichtungen).
Der „Soziallohn“ kann in einer nachkapitalistischen Gesellschaft ein Vorbild für eine Wirtschaft sein, deren erklärtes Ziel es ist, den Bedarf aller zu decken. Er stellt allerdings nur eine Keimform der anzustrebenden Wirtschaftsform dar, da die öffentlich verteilten Güter und Dienstleistungen die Kennzeichen einer Gesellschaft des relativen Mangels tragen und ihre Qualität oft zu wünschen übrig lässt. In einem langen Prozess der weiteren Entwicklung von Produktivkräften könnten Umfang und Qualität der gesellschaftlich unentgeltlich zur Verfügung gestellten Güter und Dienstleistungen gesteigert werden und das Distributionssystem einen sozialistischen Charakter annehmen.

#### Verbesserte Güterakkumulation
In seinem ersten ökonomischen Hauptwerk, Marxistische Wirtschaftstheorie, geht Mandel davon aus, dass der gegebene Stand der Produktivkräfte zu Anfang der 1960er Jahre ohne zusätzlichen Ausbau der Industrie die Befriedigung der elementaren Bedürfnisse der gesamten Weltbevölkerung erlauben würde.
Dafür müssten allerdings alle Kräfte auf den Bau landwirtschaftlicher Maschinen, die Nahrungsmittelproduktion, auf Kleidung, Wohnung und Gesundheit konzentriert und ein erheblicher Teil der weltweiten Produktion in die armen Länder gelenkt werden.
Um jedoch, was nach Mandel anzustreben ist, allen Menschen einen Lebensstandard zu ermöglichen, der dem heutigen Bedürfnishorizont entspricht, ist eine Vervielfachung der Produktion von Gütern notwendig, was nach Abschaffung des Kapitalismus in einer Übergangsperiode der „sozialistischen Akkumulation“ erfolgen soll.